# ウィリアム・ウィリアムズ

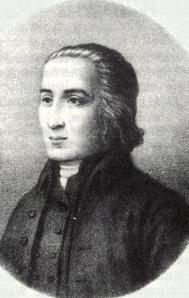
ウィリアム・ウィリアムズ

ウィリアム・ウィリアムズ（William Williams, Pantycelyn、1719年 - 1791年1月11日）は、ウェールズのもっとも重要な讃美歌作者として認められている。彼はダニエル・ローランド、ハウエル・ハリスと並んでウェールズ・メソジスト・リバイバルの鍵となる指導者の一人であった。今日、彼はウェールズでもっとも偉大な詩と散文の作者だと考えられている。

## 生涯
ウィリアムズは1717年、カーマーゼンシャーに生まれた。家庭は非妥協主義者であった。彼は地元で医者になるための教育を受けた。1737年に福音的改革者ハウエル・ハリスの説教を聞いたとき、変えられ、信仰的回心を経験した。
1740年にイングランド国教会の執事となり、牧師補に任じられた。しかし、彼のメソジストの働きのために、司祭としての聖職者按手を拒まれ、以後、完全にメソジストの働きにコミットした。彼は国を行き巡って説教し、多くの回心者を得て、メソジストのフェローシップ、seiadauを確立させた。1791年に召天した。
彼のニックネームはPantycelynだった。また讃美歌作者としてY pêr ganiedydd（スウィート・シンガー）と呼ばれた。

## 作品

### 讃美歌
ウィリアムズは英語でも讃美歌を書いたが、大部分がウェールズ語で書かれた。最初の出版は1744年である。

### 詩
カルヴァン派メソジストへの貢献は讃美歌だけではなかった。彼は神学的、信仰的なテーマを扱った2つの長編の詩を書いた。Golwg ar deyrnas Crist（キリストの王国の光景）1756年は、キリストにある救いと神の恵みについて書かれている。Bywyd a marwolaeth Theomemphus（1764年）は、信仰的な回心の経験とクリスチャン生活についてのものである。
また、ジョージ・ホウィットフィールド、ダニエル・ローランドを含むメソジストとキリスト教指導者を追憶してエレジーのシリーズを書いた。

### 散文
ウィリアムはオリジナルの散文を書き、英語からの翻訳も行った。それはおもにメソジストの集まりで使われた。また1762年のリバイバルの重要性を弁護し、教えるための本を書いた。1762年のリバイバルは力強く、顕著な力のあらわれがあった。ウェールズのメソジストは喜びのあまり飛び跳ねたため、ジャンパーと呼ばれた。
結婚のガイドや回心者へのクリスチャン生活のガイドの本も書いた。